# Leonard Wood

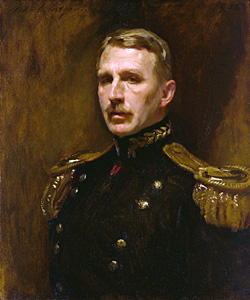
Majoor-generaal Leonard Wood (1903)

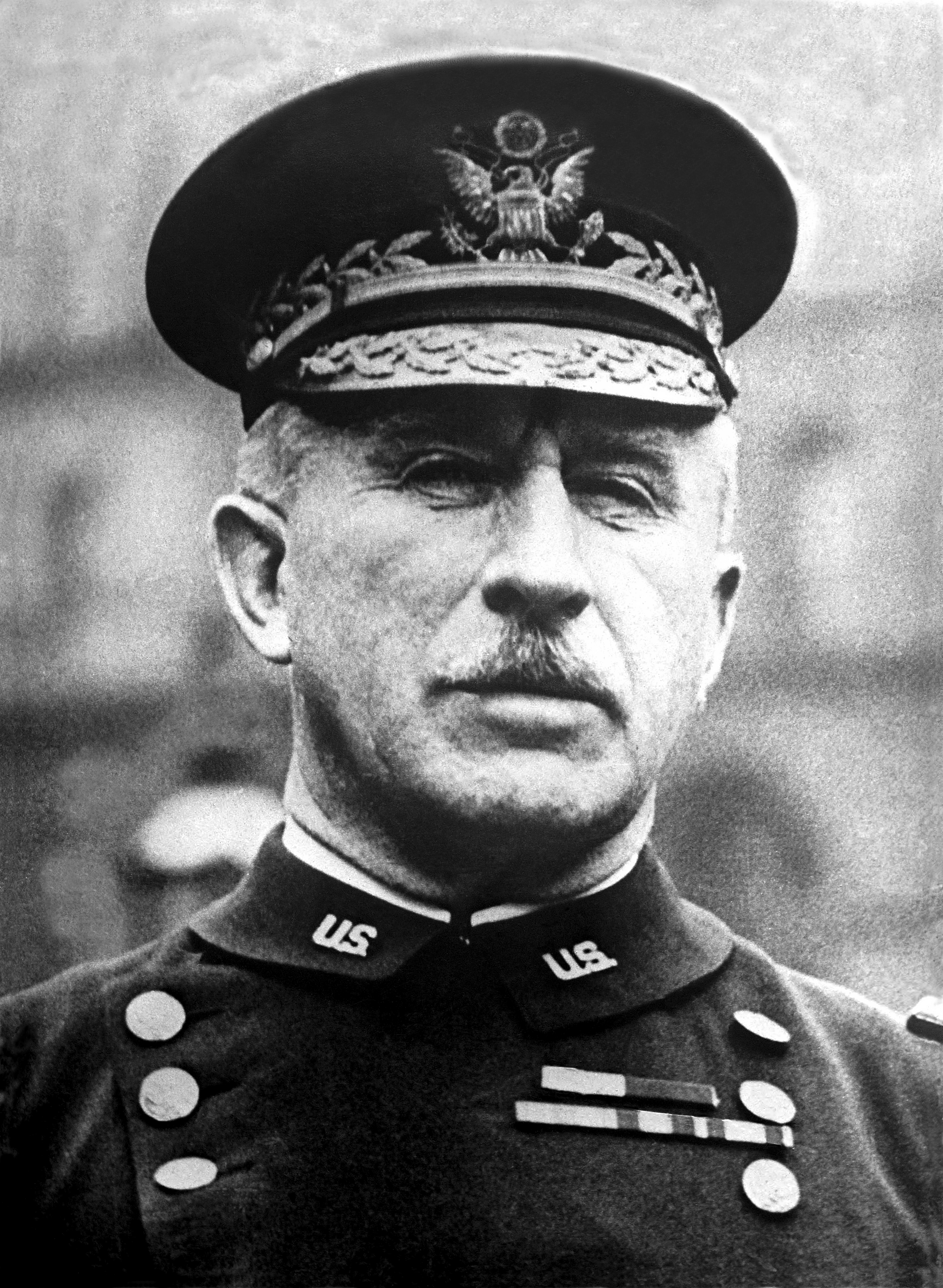
Leonard Wood, 1919

Leonard Wood (Winchester, 9 oktober 1860 – Boston, 7 augustus 1927) was een Amerikaanse arts en militair. Hij diende als Chief of Staff of the United States Army, militair gouverneur van Cuba, en gouverneur-generaal van de Filipijnen. Hij ontving in zijn carrière onder andere de Medal of Honor. Hij was verantwoordelijk voor het bloedbad van de Morokrater.

## Biografie

### Jonge jaren
Wood studeerde aan de Pierce Academy in Middleborough, en de Harvard Medical School. In 1884 kreeg hij een M.D. als stagiair in het Boston City Hospital.
In 1885 ging Wood aan de slag als legerarts. Hij werd gestationeerd in Fort Huachuca, Arizona. Hij nam deel aan de laatste militaire slag tegen Geronimo in 1886. In 1888 kreeg hij de Medal of Honor vanwege het leiden van een infanterie-eenheid die van hun commandant waren afgesneden.
Terwijl hij in Fort McPherson, Atlanta, gestationeerd was, studeerde Wood verder aan de Georgia Tech. Hij werd de tweede footballcoach van deze school en later ook aanvoerder van het team. Wood leidde het team naar hun eerste overwinning tegen de University of Georgia.

### Spaans-Amerikaanse oorlog

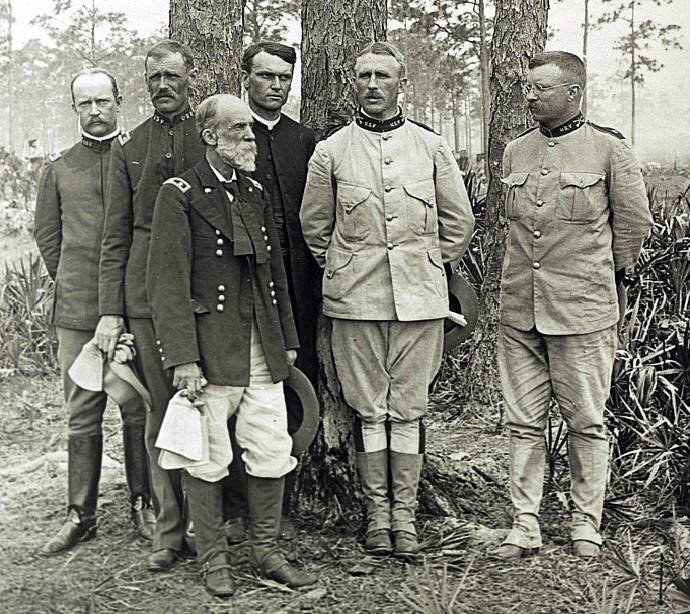
Staff van het 1e US Vrijwilligersregiment, de "Rough Riders" in Tampa - Wood is de 2e van rechts, naast Luitenant-Kolonel Roosevelt uiterst rechts.

Wood was in 1898 de persoonlijke arts van presidenten Grover Cleveland en William McKinley. Tijdens deze periode bouwde hij een vriendschap op met Theodore Roosevelt, die destijds Assistant Secretary of the Navy was.
Toen de Spaans-Amerikaanse Oorlog uitbrak, richtte Wood samen met Roosevelt het 1e vrijwilligersregiment voor de cavalerie. Dit regiment kreeg in de volksmond de bijnaam Rough Riders. Woods commandeerde het regiment in de Slag bij Las Guasimas. Toen commandant Samuel B. M. Young ziek werd, werd Wood gepromoveerd tot brigadier-generaal en kreeg het bevel over de 2e brigade van de cavalery.Hij leidde deze brigade in hun overwinningen bij Kettle Hill en de slag bij San Juan Hill.
Na de oorlog bleef Wood in Cuba en werd in 1899 benoemd tot militair-gouverneur. Hij behield deze positie tot 1902. Hij gebruikte in deze periode zijn ervaringen als arts om de medische voorzieningen in Cuba te verbeteren. Tevens gaf hij bevel tot arrestatie van Dr. Manuel M. Coronado, directeur van de krant La Discusión, en Jesus Castellanos, cartoonist van deze krant, omdat deze een spotprent waar Wood op afgebeeld stond had gepubliceerd. De spotprent toonde de gekruisigde Jezus Christus als symbolisatie van het Cubaanse volk, met op de kruizen naast hem Wood en president William McKinley.

### Filipijns-Amerikaanse Oorlog
In 1902 werd Wood naar de Filipijnen gestuurd vanwege de Filipijns-Amerikaanse Oorlog. Hier diende hij als commandant van de Filipijnse divisie en alter als commandant van het oosterse departement. Hij werd in 1903 gepromoveerd tot majoor-generaal en diende van 1903 tot 1906 als gouverneur van de provincie Moro. Tijdens deze periode was hij verantwoordelijk voor enkele bloedige acties tegen de Moro-Moslims, waaronder het bloedbad in de Morokrater.

### Army Chief of Staff
In 1910 werd Wood door president Taft benoemd tot Army Chief of Staff. Hij is tot op heden de enige medicus die ooit deze positie heeft bekleed. Als Chief of Staff richtte Wood enkele programma’s op die de voorlopers vormden van het latere Reserve Officer Training Corps (ROTC) programma en de Preparedness Movement. Tevens hielp hij met de ontwikkeling van het Mobile Army, waarmee de basis werd gelegd voor het Amerikaanse succes in de Eerste Wereldoorlog. Ten slotte stichtte hij de General Staff Corps.
Eveneens in 1910 werd bij Wood een hersentumor vastgesteld. Deze werd met succes verwijderd; een van de eerste operaties ooit waarbij dit lukte.

### Eerste Wereldoorlog
In 1914 werd Wood opgevolgd als Chief of Staff door William Wotherspoon. Wood pleitte namelijk sterk voor de Preparedness Movement, hierbij gesteund door de Republikeinen, waardoor hij vervreemd raakte van president Wilson. Toen de Verenigde Staten zich in de Eerste Wereldoorlog mengden, werd Wood door de Republikeinen voorgedragen als veldcommandant. Newton Baker kreeg echter deze positie. In plaats daarvan diende Wood tijdens de oorlog als trainer van het de 10e en 89e Infanteriedivisies, beide gelegerd in Camp Funston. In 1915 publiceerde hij The Military Obligation of Citizenship, en in 1916 Our Military History.

### Latere jaren

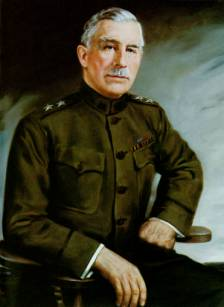
Maj. Gen. Leonard Wood in zijn latere jaren

In 1920 werd Wood door de Republikeinen genomineerd als mogelijke kandidaat voor de Amerikaanse presidentsverkiezingen 1920, maar werd niet verkozen. Hij won dat jaar de New Hampshire primary.
In 1921 ging Wood met pensioen als militair en werd benoemd tot gouverneur-generaal van de Filipijnen. Deze positie behield hij tot 1927.
In 1927 werd bij Woods opnieuw een hersentumor vastgesteld. Hij onderging een operatie, maar overleed op de operatietafel. Wood werd begraven op het Arlington National Cemetery. Zijn brein is in het bezit van de Yale University School of Medicine.